# Кампос, Адриан
Адриан Кампос Суньер (исп. Adrián Campos Suñer, 17 июня 1960 года, Альсира — 27 января 2021 года) — испанский автогонщик, участник чемпионата мира по автогонкам в классе Формула-1.

## Биография
В середине 1980-х годов выступал в германской Формуле-3, в 1986 году принял участие в нескольких гонках чемпионата Формулы-3000. В 1987-1988 годах стартовал в чемпионате мира Формулы-1 за рулём болида Minardi, за два года лишь дважды добрался до финиша, очков не набрал. После того, как в начале сезона 1988 года трижды подряд не прошёл квалификацию, руководство команды заменило его на Пьерлуиджи Мартини. С 1993 года участвовал в испанском чемпионате кузовных автомобилей, в 1997 году выступал в серии ISRS и принял участие в гонке «24 часа Ле-Мана». В 1998 году основал гоночную команду «Адриан Кампос Моторспорт», которая в 2005 году дебютировала в серии GP2 под именем «Кампос Гран-при», а в 2008 году выиграла командный зачёт серии GP2.
Скончался 27 января 2021 года.

## Результаты гонок в Формуле-1
| Легенда к таблице |                                                                    |
| --- | ------------------------------------------------------------------ |
| В таблице перечислены результаты всех Гран-при Формулы-1, в которых принимал участие гонщик. Строками таблицы являются сезоны, столбцами — этапы чемпионата мира. В каждой клетке указаны сокращённое название этапа и результат, дополнительно обозначенный цветом. Расшифровка обозначений и цветов представлена в нижеследующей таблице. |                                                                    |
| \| Пример \| Описание \| \| ------------ \| ------------------------------------------------------------------ \| \| 1 \| Победитель \| \| 2 \| Второе место \| \| 3 \| Третье место \| \| 5 \| Финишировал, заработав очки \| \| Сход \| Не финишировал, но при этом заработал очки \| \| 12 \| Финишировал, не получив очков \| \| НКЛ \| Финишировал, но не попал в финальную классификацию \| \| 15 \| Участвовал вне зачёта, либо по отдельной классификации \| \| 18 \| Не финишировал, но попал в финальную классификацию \| \| Сход \| Не финишировал \| \| НКВ \| Не прошёл квалификацию \| \| НПКВ \| Не прошёл предквалификацию \| \| ДСК \| Дисквалифицирован \| \| ИСК \| Исключён из протокола соревнований \| \| ТТ \| Заявлен для участия только в тренировках \| \| НС \| Участвовал в квалификации, но не стартовал в гонке \| \| Т \| Травмирован или болен \| \| ОТК \| Отказ от участия \| \| НТР \| Прибыл на соревнования, но на трассу не выезжал \| \| НПР \| Был заявлен в числе участников, но не прибыл к началу соревнований \| \| О \| Соревнования отменены \| \| \| Не участвовал \| \| Поул-позиция \| \| \| Быстрый круг \| \| |                                                                    |
| Пример | Описание                                                           |
| 1 | Победитель                                                         |
| 2 | Второе место                                                       |
| 3 | Третье место                                                       |
| 5 | Финишировал, заработав очки                                        |
| Сход | Не финишировал, но при этом заработал очки                         |
| 12 | Финишировал, не получив очков                                      |
| НКЛ | Финишировал, но не попал в финальную классификацию                 |
| 15 | Участвовал вне зачёта, либо по отдельной классификации             |
| 18 | Не финишировал, но попал в финальную классификацию                 |
| Сход | Не финишировал                                                     |
| НКВ | Не прошёл квалификацию                                             |
| НПКВ | Не прошёл предквалификацию                                         |
| ДСК | Дисквалифицирован                                                  |
| ИСК | Исключён из протокола соревнований                                 |
| ТТ | Заявлен для участия только в тренировках                           |
| НС | Участвовал в квалификации, но не стартовал в гонке                 |
| Т | Травмирован или болен                                              |
| ОТК | Отказ от участия                                                   |
| НТР | Прибыл на соревнования, но на трассу не выезжал                    |
| НПР | Был заявлен в числе участников, но не прибыл к началу соревнований |
| О | Соревнования отменены                                              |
| | Не участвовал                                                      |
| Поул-позиция |                                                                    |
| Быстрый круг |                                                                    |

| Сезон | Команда | Шасси        | Двигатель                          | Ш | 1        | 2        | 3        | 4       | 5        | 6        | 7        | 8        | 9        | 10       | 11       | 12       | 13     | 14       | 15       | 16       | Место | Очки |
| ----- | ------- | ------------ | ---------------------------------- | - | -------- | -------- | -------- | ------- | -------- | -------- | -------- | -------- | -------- | -------- | -------- | -------- | ------ | -------- | -------- | -------- | ----- | ---- |
| 1987  | Minardi | Minardi M187 | Motori Moderni Tipo 615-90 1,5 V6T | G | БРА ДСК  | САН Сход | БЕЛ Сход | МОН НС  | ДЕТ Сход | ФРА Сход | ВЕЛ Сход | ГЕР Сход | ВЕН Сход | АВТ Сход | ИТА Сход | ПОР Сход | ИСП 14 | МЕК Сход | ЯПО Сход | АВС Сход | -     | 0    |
| 1988  | Minardi | Minardi M188 | Ford Cosworth DFZ 3,5 V8           | G | БРА Сход | САН 16   | МОН НКВ  | МЕК НКВ | КАН НКВ  | ДЕТ      | ФРА      | ВЕЛ      | ГЕР      | ВЕН      | БЕЛ      | ИТА      | ПОР    | ИСП      | ЯПО      | АВС      | -     | 0    |